# Dwie Angielki i kontynent
Dwie Angielki i kontynent (fr. Les deux anglaises et le continent) – francuski melodramat z 1971 roku w reżyserii François Truffauta, zrealizowany na podstawie powieści Henriego-Pierre’a Roché. Zdjęcia kręcono w Paryżu oraz w departamentach Manche (Cherbourg, La Hague, Flamanville, Auderville), Ardèche (Vivarais) i Jura (jezioro d'Ilay).

## Fabuła
Początek XX wieku. Claude Roc, francuski student, poznaje w Paryżu Angielkę Ann Brown. Podczas wizyty w domu Brownów Claude zakochuje się w siostrze Ann, Muriel. Prosi ją o rękę, ale ona odrzuca jego oświadczyny. Po roku wraca do Ann, ale ona choruje na gruźlicę i umiera.

## Główne role
- Jean-Pierre Léaud – Claude Roc
- Kika Markham – Ann Brown
- Stacey Tendeter – Muriel Brown
- Sylvia Marriott – Pani Brown
- Marie Mansart – Madame Roc
- Philippe Léotard – Diurka
- Irène Tunc – Ruta
- Mark Peterson – Pan Flint